# Кошћушко (национални парк)
Кошћушко је највећи и један од најзначајнијих националних паркова у Аустралији. Простире са на површини од 670.000 хектара и садржи највиши врх Кошћушко планине, по којој је и добио име. Под парком, налази се и Кабрамура, највиши аустралијски град. Део Кошћушко планине који је под парком садржи веома бујну вегетацију, мало истражену, због великих и стрмих падина, које су, због алпске климе, веома привлачне за бројне скијаче.
Кошћушко се налази у Новом Јужном Велсу, 354 km југозападно од Сиднеја.

## Клима
Захваљујући високој надморској висини на којој се налази, парк има алпску климу, што је необично за суптропски појас којем Аустралија припада. И поред тога, само највиши делови су под великим снегом. Метеоролошке станице су 29. јуна 1994. измериле невероватних -24.0 Ц, што је најнижа температура у целој Аустралији која је забележена од почетка температурних мерења.